# Martin Van Buren
Pour les articles homonymes, voir Van Buren.
Maarten van Buren, dit Martin Van Buren, né le 5 décembre 1782 à Kinderhook (État de New York) et mort le 24 juillet 1862 dans cette même ville, est un homme d'État américain, huitième président des États-Unis, en fonctions de 1837 à 1841.
Juriste de formation, il est connu pour ses positions anti-esclavagistes. Il occupe notamment les fonctions de gouverneur de l'État de New York en 1829 et de secrétaire d'État des États-Unis de 1829 à 1831 avant d'être choisi comme colistier pour le poste de vice-président des États-Unis par Andrew Jackson lors de l'élection présidentielle américaine de 1832, à qui il succède pour un unique mandat lors de l'élection de 1836, élu sous la bannière du Parti démocrate. La panique bancaire de 1837 affaiblit sa présidence et il perd l'élection présidentielle de 1840 face à William Henry Harrison. Il se représente en 1848 en tant que candidat du Parti du sol libre, sans succès.
Né après la Déclaration d'indépendance, il est le premier président ayant la nationalité américaine depuis sa naissance. Issu d'une famille originaire des Pays-Bas et néerlandophone, il est également le premier président à ne pas être de souche britannique, et à maîtriser l'anglais en tant que seconde langue, l'ayant appris à l'école. Il est enfin le deuxième président issu d'un milieu modeste.

## Biographie
Maarten van Buren naît le 5 décembre 1782 dans le quartier néerlandais de Kinderhook, dans l'État de New York. Ses parents tiennent une auberge et gèrent une ferme avec l'aide de quelques esclaves auprès desquels il passe du temps. Son éducation s'est limitée à la fréquentation de l’école communale de sa ville natale. Il parle néerlandais chez lui et l'anglais est sa seconde langue. Ses ancêtres, originaires de Buurmalsen, province de Gueldre, Pays-Bas, sont arrivés en Amérique en 1631. Son prénom est américanisé en « Martin ».
En 1796, il est employé aux écritures chez un avocat où il entreprend l’étude du droit en autodidacte. Il est admis au barreau de l’État de New York en 1803. Il pratique cette profession avec succès pendant vingt-cinq ans.

### Carrière politique
En parallèle avec ses activités de juriste, il entame, à partir de 1812, une carrière politique qui le mène au Sénat de l'État de New York (1813-1820). Il est par la suite procureur général de l'État de New York du 17 février 1815 au 8 juillet 1819. Il est élu au Sénat des États-Unis (1821 à 1828 ; il est secrétaire du comité judiciaire de 1823 à 1828), puis est nommé au poste de secrétaire d'État des États-Unis dans l'administration Jackson après avoir été gouverneur de l'État de New York durant quelques mois.
Van Buren soutient la politique de Jackson, qui, après l'avoir nommé dans son gouvernement, lui permet d’être élu à la vice-présidence pour son second mandat.
S’il n’est pas particulièrement reconnu pour ses capacités dans les divers postes occupés, Van Buren montre un sens politique aigu, se conciliant de nombreux appuis et devenant le dauphin du président Jackson. Il se flatte d'ailleurs dans son autobiographie d'être capable de rester calme face aux insultes de ses adversaires, ce qui ne l'empêche nullement de prendre sa revanche plus tard. Adroit dans l'art du compromis, il propose ainsi, pour pouvoir intégrer la Floride dans l'Union, d'interdire l'importation de nouveaux esclaves tout en conservant ceux en place : cette position plaît à la fois aux États du Sud, partisans de l'esclavage, et aux États du Nord, anti-esclavagistes.
Fort de son expérience, de 1833 à 1837, comme vice-président aux côtés du président Andrew Jackson, Martin Van Buren se présente à l'élection présidentielle de 1836 sous le signe de la continuité, et réussit à être largement élu le 7 décembre 1836, avec le soutien de Jackson. Il centre son programme sur l'opposition à un gouvernement fédéral puissant, alors que l'opposition entre pro-fédéralistes et anti-fédéralistes est l'un des points marquants de la vie politique contemporaine.
Il poursuit la même politique alors que les conditions économiques se dégradent, entraînant une panique généralisée en 1837. Il n'est pas réélu et est battu par le candidat whig, William Henry Harrison, en 1840.

### Présidence

#### 1837

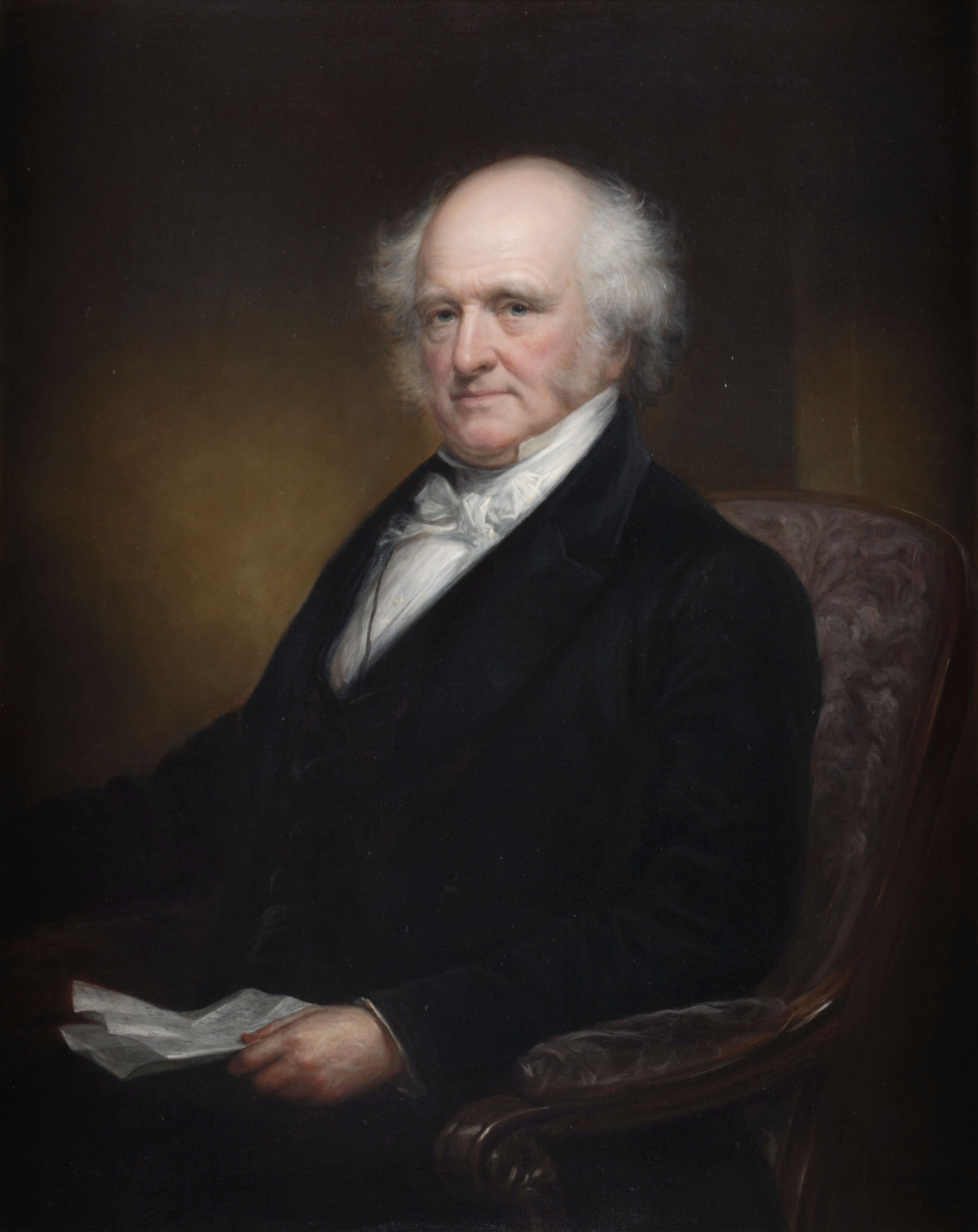
Martin Van Buren par Daniel Huntington.

4 mars : investiture de Martin Van Buren en tant que huitième président des États-Unis.
4 septembre : confronté d’emblée à la crise économique mondiale de 1837, Van Buren ne parvient pas à la résoudre d'autant qu'il est partisan d'un rôle minimal pour le gouvernement fédéral. Les critiques de l’opposition font perdre de nombreux postes à son parti lors des élections intermédiaires.

#### 1839
Il réussit à calmer les tensions entre les Britanniques et les Américains concernant le tracé de la frontière entre le Canada et les États-Unis grâce à une approche diplomatique, mais cette position lui vaut l'inimitié des partisans de la force.

#### 1840
31 mars : décret présidentiel instituant la journée de dix heures pour tous les ouvriers travaillant sur des contrats fédéraux. La durée moyenne estimée de la journée de travail était à cette époque de 11,4 heures.
4 juillet : après un débat de plusieurs années, le Congrès vote une loi permettant la création d’une banque centrale sous contrôle fédéral.

#### Politique étrangère
Au Canada, des mouvements nationalistes et réformistes s’agitent et s'élèvent contre le gouvernement colonial britannique. Au Bas-Canada, Louis-Joseph Papineau prend la tête de la révolte et rencontre Van Buren lors de son séjour aux États-Unis (1838), alors qu'il y est en exil, sans toutefois convaincre le président d'appuyer les patriotes. Les troupes britanniques s’attaquent aux navires qui utilisent les Grands Lacs pour ce trafic. Bien que beaucoup d’Américains souhaitent la guerre avec « le Canada », c'est-à-dire la Grande-Bretagne, Van Buren envoie des troupes pour s’assurer que, du côté américain de la frontière, il n’y ait pas de provocations. Le conflit armé est évité.

#### Politique intérieure
La panique gagne l’économie américaine en 1837 car la monnaie est imprimée par chacun des États alors que le gouvernement fédéral traite avec de l’or et de l’argent. L’inflation atteint plus de 20 %. Dans ces conditions, il est difficile de redresser l’économie, d'autant plus que Van Buren décide de ne rien faire, persuadé qu’il n’appartient pas au gouvernement fédéral d’intervenir dans les affaires privées. Ce n’est qu’à la fin de son mandat qu’il proposera la création d’une banque centrale fédérale.

#### Politique concernant les droits civiques, les minorités et l’immigration
Van Buren hérite de la décision de Jackson d'expulser les Indiens Cherokees de Géorgie et ne fait rien pour en empêcher l'exécution. Il entreprend une guerre contre les Indiens Séminoles pour les forcer à évacuer les États de la côte est. L’expulsion forcée des tribus indiennes et leur marche vers l’ouest est connue sous le nom de « Piste des Larmes » et a entraîné la mort de près d’un quart des Indiens Cherokee.

#### Politique partisane
En 1839, sa réputation est en forte baisse en raison des problèmes économiques et le candidat du Parti Whig qui lui est opposé, William Harrison, mène une campagne électorale telle qu’elles se déroulent aujourd’hui : affiches et drapeaux, distribution d’objets à l’effigie du candidat, slogans de campagne et même rumeurs sur les préférences sexuelles du concurrent. Van Buren est battu.

### Nouvelle candidature
Martin Van Buren continue son activité politique après sa présidence. Il ne réussit pas à obtenir l'investiture du Parti démocrate pour les élections de 1844, car il est opposé à l'extension de l'esclavage et à l'entrée du Texas dans l'Union qui risque d'entraîner une guerre avec le Mexique. Il se représente en 1848, cette fois sous l'étiquette du Parti du sol libre (Free-Soil Party), qui rassemble des anti-esclavagistes issus aussi bien du Parti démocrate et du Parti whig. Quoique présent dans tous les États dits libres, sa zone de fort vote populaire se limite aux comtés proches des Grands Lacs, les moins concernés par les problèmes qu'il soulève. Et malgré un score de plus de 10 %, il n'obtient aucun grand électeur.
Il meurt le 24 juillet 1862, à l'âge de 79 ans, dans sa ville natale de Kinderhook (New York).

## Divers

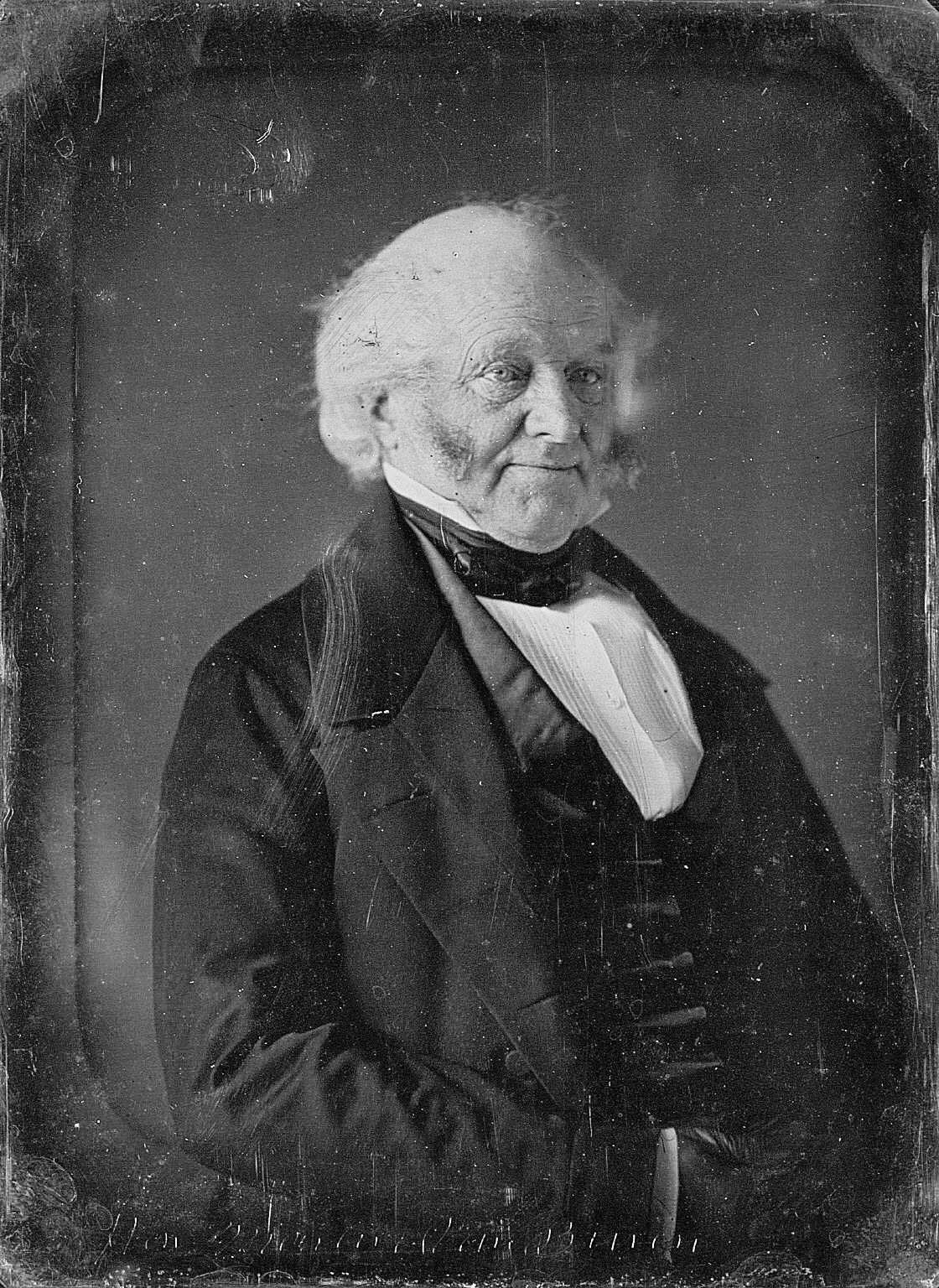
Portrait de Van Buren vers 1849.

- Le Parti démocrate émerge en tant que force majeure de la politique américaine sous l'impulsion de Van Buren. L'opposition se structure de la même manière autour du Parti Whig. Ce bipartisme reste la base du système politique américain actuel.
- Il était le concepteur de la construction du canal Érié qui, avant l'avènement des chemins de fer, permit de desservir l'État de New York à partir de la région des Grands Lacs.
- Martin Van Buren est surnommé « O.K. » par certains de ses partisans, abréviation de « Old Kinderhook » (« Le vieux de Kinderhook »), ce qui en fait une des premières occurrences attestées de la fameuse expression OK.
- Martin Van Buren a reçu les surnoms de « Le petit magicien » et de « Renard roux de Kinderhook » pour ses compétences légendaires en manipulation politique[4].
- Plusieurs comtés au travers du pays ont été baptisés en son hommage : en Arkansas, en Iowa, dans le Michigan et dans le Tennessee.